# Stuart Bingham
Stuart Bingham (Basildon (Essex), 21 mei 1976) is een Engelse snookerspeler, bijgenaamd Ball-run. Hij werd in 1995 prof. Bingham won in 2015 op 38-jarige leeftijd het WK.
Bingham werd in 1996 Engels en wereldkampioen bij de amateurs. In juli 2011 won hij voor het eerst een ranking-toernooi bij de profs, het Australian Goldfields Open. Hiervoor versloeg hij achtereenvolgens Ding Junhui, Tom Ford, Mark Allen, Shaun Murphy en Mark Williams. Binghams tweede ranking-titel volgde in september 2014, de Shanghai Masters. Ditmaal won hij van achtereenvolgens Li Hang, Dominic Dale, Alan McManus, Ding Junhui en Mark Allen. In mei 2015 werd Bingham op 38-jarige leeftijd wereldkampioen door achtereenvolgens Robbie Williams, Graeme Dott, Ronnie O'Sullivan, Judd Trump en Shaun Murphy te verslaan. Hij was aan het toernooi begonnen als 50-1 underdog.

## Belangrijkste resultaten

### Rankingtitels
| #  | Seizoen     | Toernooi                   | Verliezend finalist | Verliezend finalist | Score |
| -- | ----------- | -------------------------- | ------------------- | ------------------- | ----- |
| 1. | 2011 / 2012 | Australian Goldfields Open | Mark Williams       | WAL                 | 9-8   |
| 2. | 2014 / 2015 | Shanghai Masters           | Mark Allen          | ENG                 | 10-3  |
| 3. | 2014 / 2015 | Wereldkampioenschap        | Shaun Murphy        | ENG                 | 18-15 |
| 4. | 2016 / 2017 | Welsh Open                 | Judd Trump          | ENG                 | 9-8   |
| 5. | 2018 / 2019 | English Open               | Mark Davis          | ENG                 | 9-7   |
| 6. | 2018 / 2019 | Gibraltar Open             | Ryan Day            | WAL                 | 4-1   |

### Minor-rankingtitels
| #  | Seizoen     | Toernooi     | Verliezend finalist | Verliezend finalist | Score |
| -- | ----------- | ------------ | ------------------- | ------------------- | ----- |
| 1. | 2014 / 2015 | Haining Open | Oliver Lines        | ENG                 | 4-0   |

### Niet-rankingtitels
| #  | Seizoen     | Toernooi                   | Verliezend finalist | Verliezend finalist | Score |
| -- | ----------- | -------------------------- | ------------------- | ------------------- | ----- |
| 1. | 2012 / 2013 | Premier League             | Judd Trump          | ENG                 | 7-2   |
| 2. | 2014 / 2015 | Championship League League | Mark Davis          | ENG                 | 3-2   |
| 3. | 2019 / 2020 | Masters                    | Ali Carter          | ENG                 | 10-8  |

### Wereldkampioenschap
Hoofdtoernooi (laatste 32 of beter):
| #   | Seizoen     | Editie  | Prestatie      | Extra                                  |
| --- | ----------- | ------- | -------------- | -------------------------------------- |
| 1.  | 1999 / 2000 | WK 2000 | Laatste 16     | Verloor met 13-9 van Jimmy White       |
| 2.  | 2001 / 2002 | WK 2002 | Laatste 32     | Verloor met 10-8 van Ken Doherty       |
| 3.  | 2007 / 2008 | WK 2008 | Laatste 16     | Verloor met 13-9 van Joe Perry         |
| 4.  | 2008 / 2009 | WK 2009 | Laatste 32     | Verloor met 10-5 van Ronnie O'Sullivan |
| 5.  | 2010 / 2011 | WK 2011 | Laatste 16     | Verloor met 13-12 van Ding Junhui      |
| 6.  | 2011 / 2012 | WK 2012 | Laatste 32     | Verloor met 10-4 van Stephen Hendry    |
| 7.  | 2012 / 2013 | WK 2013 | Kwartfinale    | Verloor met 13-4 van Ronnie O'Sullivan |
| 8.  | 2013 / 2014 | WK 2014 | Laatste 32     | Verloor met 10-5 van Ken Doherty       |
| 9.  | 2014 / 2015 | WK 2015 | Wereldkampioen | Won met 18-15 van Shaun Murphy         |
| 10. | 2015 / 2016 | WK 2016 | Laatste 32     | Verloor met 10-9 van Ali Carter        |
| 11. | 2016 / 2017 | WK 2017 | Laatste 16     | Verloor met 13-10 van Kyren Wilson     |
| 12. | 2017 / 2018 | WK 2018 | Laatste 32     | Verloor met 10-7 van Jack Lisowski     |
| 13. | 2018 / 2019 | WK 2019 | Laatste 16     | Verloor met 13-11 van John Higgins     |
| 14. | 2019 / 2020 | WK 2020 | Laatste 16     | Verloor met 13-9 van Mark Williams     |
| 15. | 2020 / 2021 | WK 2021 | Halvefinale    | Verloor met 17-15 van Mark Selby       |
| 16. | 2021 / 2022 | WK 2022 | Kwartfinale    | Verloor met 13-8 van Judd Trump        |
| 17. | 2022 / 2023 | WK 2023 | Laatste 16     | Verloor met 13-4 van Mark Allen        |
| 18. | 2023 / 2024 | WK 2024 | Halve finale   | Verloor met 17-12 van Jak Jones        |

## Persoonlijk leven
Bingham is in 2013 getrouwd. Het echtpaar heeft een zoon en een dochter.